# 더그 콜린스 (정치인)
더글라스 앨런 콜린스(Douglas Allen Collins, 1966년 8월 16일, 조지아주 게인즈빌 ~ )는 미국의 정치인이고, 미국 공군 예비역 대령 군종장교, 전 조지아주 하원의원, 제113·114·115·116대 미국 조지아주 연방하원의원이자, 미국 하원 공화 콘퍼런스 부의장, 제116대 미국 하원 법사위원회 위원, 도널드 트럼프 제2기 행정부에서 제12대 미국 제대군이부 장관이다.

## 학력
- 노스 조지아 대학교 형법 인문사회 학사
- 노스 조지아 대학교 정치학 인문사회 학사
- 뉴올리언스 침례회 대학교 목회학 신학 석사
- 애틀랜타 존 마셜 로스쿨 법학 법무박사

## 경력
- 2002 ~ 미합중국 공군 예비역 대령 군종장교
- 2007.01 ~ 2013.01 제149·150·151대 조지아주 제27선거구 하원의원
- 2013.01 ~ 2021.01 제113·114·115·116대 조지아 제9선거구 연방하원의원
- 2017.01 ~ 2019.01 미국 하원 공화 콘퍼런스 부의장
- 2019.01 ~ 2020.03 제116대 미국 하원 법사위원회 위원
- 2025.02 ~ 제12대 미국 제대군인부 장관

## 역대 선거 결과
| 선거명        | 직책명                      | 대수  | 정당   | 득표율  | 득표수    | 결과 | 당락                   |
| ------------- | --------------------------- | ----- | ------ | ------- | --------- | ---- | ---------------------- |
| 2006년 선거   | 상원의원 (조지아 제27부)    | 149대 | 공화당 | 100.00% | 11,545표  | 1위  | 조지아 주의원 당선     |
| 2008년 선거   | 상원의원 (조지아 제27부)    | 150대 | 공화당 | 100.00% | 20,634표  | 1위  | 조지아 주의원 당선     |
| 2010년 선거   | 상원의원 (조지아 제27부)    | 151대 | 공화당 | 100.00% | 16,487표  | 1위  | 조지아 주의원 당선     |
| 2012년 선거   | 하원의원 (조지아 제6선거구) | 113대 | 공화당 | 76.18%  | 192,101표 | 1위  | 조지아주 하원의원 당선 |
| 2014년 선거   | 하원의원 (조지아 제6선거구) | 114대 | 공화당 | 80.68%  | 146,059표 | 1위  | 조지아주 하원의원 당선 |
| 2016년 선거   | 하원의원 (조지아 제6선거구) | 115대 | 공화당 | 100.00% | 256,535표 | 1위  | 조지아주 하원의원 당선 |
| 2018년 선거   | 하원의원 (조지아 제6선거구) | 116대 | 공화당 | 79.50%  | 224,661표 | 1위  | 조지아주 하원의원 당선 |
| 2020년 재선거 | 상원의원 (조지아 제3부)     | 117대 | 공화당 | 19.95%  | 980,454표 | 3위  | 낙선                   |